# 仮面ライダーワールド
- 仮面ライダーシリーズ
  -  > 仮面ライダーJ > 仮面ライダーワールド
  -  > 仮面ライダーZO > 仮面ライダーワールド

仮面ライダーワールドは、
1. 東映が企画・主催して日本各地で不定期に開催される、仮面ライダーシリーズを主にしたイベントの名称。撮影で実際に使用された歴代ライダーのマシン展示（主にバイク）やグッズ販売、ライダーショーなどが行われる。
仮面ライダーワールド2009については、劇場版 仮面ライダーディケイド オールライダー対大ショッカーを参照。
2. 1994年8月6日に公開された、東映制作のイベント用3D映画。以下、本項目にて詳述。

## 概要
1989年に制作・公開された『仮面ライダー世界に駆ける』と同様の、イベント用3D作品として制作された。同時上映作品は『スーパー戦隊ワールド』と『東映ヒーロー大集合』。撮影は北海道の夕張石炭資料館と東映東京撮影所にて行われ、当時行われたイベント「東映シネファンタジー'94」の他、全国の遊園地やイベントなどで上映された。
内容は仮面ライダーJと仮面ライダーZOが協力して、シャドームーンの率いる怪人軍団（『仮面ライダーBLACK』に登場したサイ怪人、『真・仮面ライダー 序章』に登場した改造兵士レベル2、『仮面ライダーJ』に登場したコブラ男ガライ、ハチ女ズー、トカゲ男アギト）と闘うというもので、本作品に登場するキャラクターのうち、仮面ライダーJ、仮面ライダーZO、シャドームーン、ベリーについてはオリジナルキャストが声を当てている。また同時上映作品の『スーパー戦隊ワールド』にも出演していた和泉史郎が、本作品にも別役で出演している。

## ストーリー
ある日、シャドームーンが復活し、過去の戦いで仮面ライダーに倒された5体の怪人を復活させ、仮面ライダーを倒し世界征服に乗り出そうとしていた。ベリーはその場面を目撃してしまい襲われる。さらに偶然近くで妹の亜由美を連れてピクニックをしていた勇樹が負傷したベリーを発見したため、再生怪人軍団に追われる羽目になってしまった。
その時、仮面ライダーZOが登場し、怪人軍団と戦う。さらにZOが苦戦している時、仮面ライダーJがJクロッサーに乗って登場。2人で怪人軍団を倒した後、巨大化したシャドームーンと巨大化したJと対決。Jは勝利し、兄妹の喜びの声と共に平和が戻った。

## 映像ソフト
特記のない限り、いずれも発売元は東映ビデオ。
DVD
『仮面ライダーJ』（発売元：バンダイビジュアル）、『仮面ライダー1号・2号BOX』のセルソフト版映像特典として収録されている。いずれのソフトとも収録に当たって3D要素は排されており、2D映画として視聴することになる。
Blu-ray Disc 3D
セルソフト『仮面ライダーTHE MOVIE Blu-ray BOX 1972・1988』（2011年5月21日発売）のボーナスディスクとして収録。Blu-ray Disc 3D規格に対応しているテレビとプレイヤー（レコーダー）を使うことで、ほぼオリジナルと同等の3D映像を視聴できる（2D状態でも普通に視聴可能）

## キャスト
- 勇樹 - 和泉史郎

### 声の出演
- 仮面ライダーJ - 望月祐多
- 仮面ライダーZO - 土門廣
- シャドームーン - てらそま昌紀
- ベリー - 愛河里花子
- 再生コブラ男ガライ - 小杉十郎太

## スタッフ
- 音楽 - 川村栄二
- 脚本 - 東利彦
- 監督 - 渡辺勝也